# Robin Baker
Robin Baker (ur. 13 marca 1944) – brytyjski zoolog i popularyzator nauki.
W latach 1980–1996 był wykładowcą zoologii w Szkole Nauk Biologicznych Uniwersytetu w Manchesterze. Jest pisarzem, wykładowcą, występuje w mediach. Autor ponad stu artykułów naukowych i dziennikarskich. Jego prace i pomysły dotyczące ewolucji ludzkiego zachowania były przedstawiane w wielu programach telewizyjnych i radiowych na świecie.
Robin Baker jest autorem książek dotyczących biologii płci. Wśród znanych pozycji znajdują się Wojny plemników, Wojny dziecięce i Seks w przyszłości. Książka Wojny Plemników wydana wspólnie z Markiem Belisem oparta jest na badaniach, w których wykorzystano tysiące respondentów. 37 opowieści, które składają się na książkę opisują z perspektywy biologii płci zachowania seksualne ludzi (zdrady, seks przygodny, homoseksualizm, gwałty).
Obecnie mieszka z rodziną na południu Hiszpanii.